# Pfarrhaus (Scheffau)

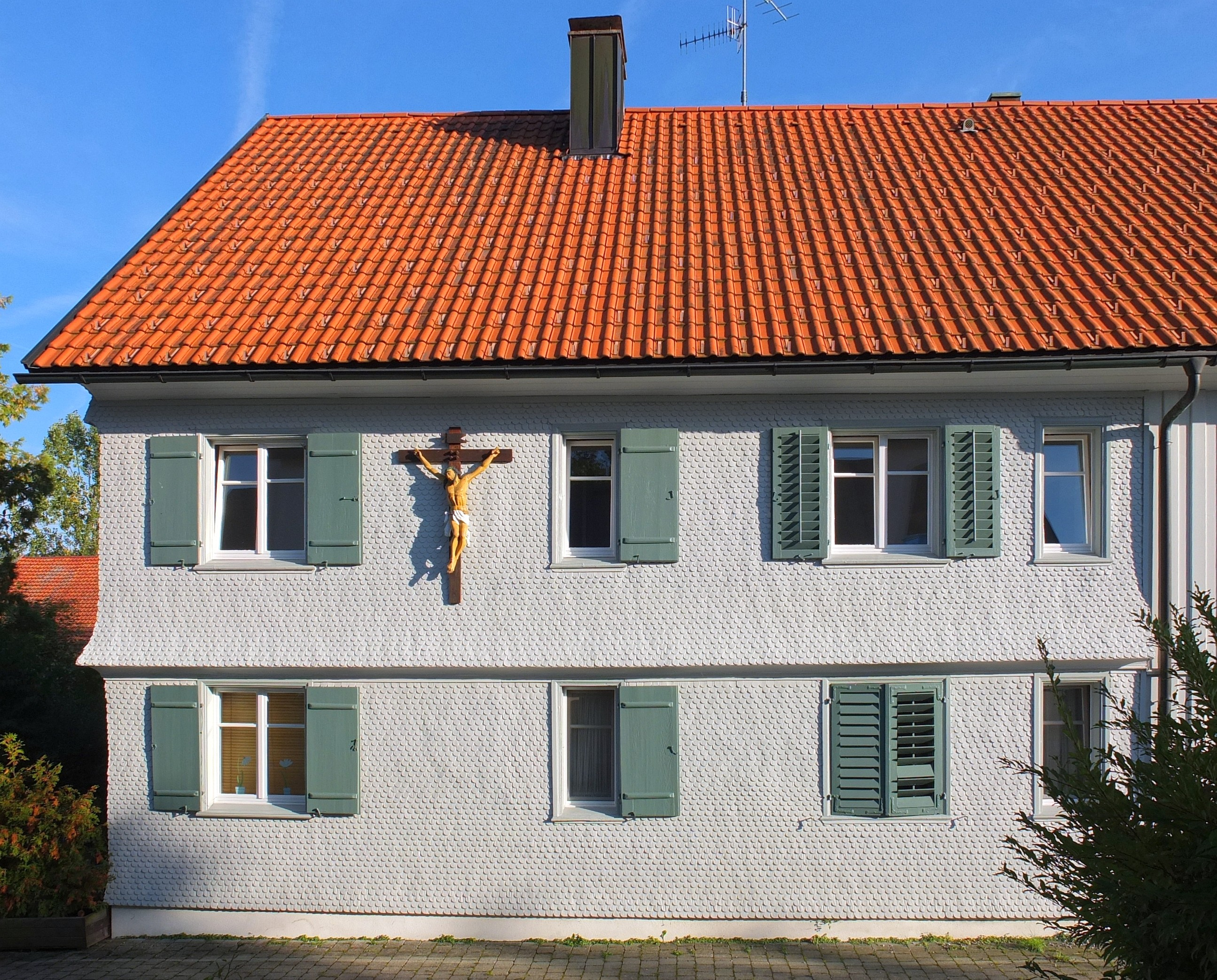
Pfarrhaus in Scheffau

Das Pfarrhaus in Scheffau, einem Gemeindeteil des Marktes Scheidegg im schwäbischen Landkreis Lindau in Bayern, wurde im 18. Jahrhundert errichtet. Das Pfarrhaus am Kirchenanger 1 ist ein geschütztes Baudenkmal.
Der zweigeschossige verschindelte Satteldachbau besitzt an der Fassade ein Kruzifix aus dem 18. Jahrhundert.